# Québec-Est (ancienne circonscription fédérale)
Pour les articles homonymes, voir Québec (homonymie).
Québec—Est fut une circonscription électorale fédérale située dans la Région de Québec au Québec. Elle fut représentée de 1867 à 2004.

## Historique
C'est l'Acte de l'Amérique du Nord britannique qui créa le district électoral de Québec-Est en 1867. La circonscription fut abolie en 2003 et redistribuée parmi Québec, Louis-Saint-Laurent et Beauport. 

## Géographie
En 1996, la circonscription de Québec-Est comprenait:
- Les villes de L'Ancienne-Lorette, Loretteville et Vanier
- La réserve huronne de Wendake
- Une partie de la ville de Québec

## Députés
1. 1867-1870 — Pierre-Gabriel Huot, Libéral
2. 1870¹-1874 — Adolphe Guillet dit Tourangeau, Conservateur
3. 1874-1877 — Isidore Thibaudeau, Libéral
4. 1877¹-1919 — Wilfrid Laurier, Libéral
5. 1919¹-1941 — Ernest Lapointe, Libéral
6. 1942¹-1958 — Louis St-Laurent, Libéral
7. 1958-1962 — Yvon-Roma Tassé, Progressiste-conservateur
8. 1962-1965 — Jean-Robert Beaulé, Crédit social
9. 1965-1984 — Gérard Duquet, Libéral
10. 1984-1993 — Marcel R. Tremblay, Progressiste-conservateur
11. 1993-2000 — Jean-Paul Marchand, Bloc québécois
12. 2000-2004 — Jean-Guy Carignan, Libéral

- ¹ = Élections partielles